# Deutsches Haus der Republik Tatarstan

Eingangsbereich des Deutschen Hauses

 Das Deutsche Haus der Republik Tatarstan (russisch Немецкий Дом Республики Татарстан) ist seit 2000 eine öffentliche Einrichtung in Kasan, der Hauptstadt der Republik Tatarstan in Russland. Das Deutsche Haus beschäftigt sich mit der Geschichte und dem Erhalt der Deutschen Kultur sowie deren Vermittlung über Sprachgrenzen hinaus. Das Deutsche Haus dient zur zentralen Koordination der deutsch-russischen Beziehungen für die Regionen Wolga und Ural.
Die Perlenkette als ein mit dem Deutschen Haus verbundener Jugendklub existiert seit 2002.
Das Deutsche Haus fungiert im Rahmen des Bildungs- und Informationszentrums (BIZ) in Moskau und koordiniert mit fünf Mitarbeitern unter der Leitung von Victor Georgewitsch Dietz Bildungsveranstaltungen wie zum Beispiel deutsche Sprachkurse, Vorträge zur Heimatkunde und Geschichte, Jugendarbeit sowie Publikationen und Wohltätigkeitskonzerte, Theater- und Tanzveranstaltungen. Das Deutsche Haus der Republik Tatarstan steht darüber hinaus den Begegnungszentren in Nabereshnye Tschelny, in Nishnekamsk und Bawly vor.

## Geschichte

St.-Katharina-Kirche, in der sich das Deutsche Haus befindet

Die Geschichte des Deutschen Hauses ist eng mit der Geschichte  der St.-Katharina-Kirche verbunden, da sich das Leben der Russlanddeutschen seit jeher in den Räumlichkeiten der Kirche abspielte und somit mit ihr stieg und fiel. 1767 begann der Bau der Lutherischen Kirche in Kasan, der durch den Besuch der Zarin Katharina II. geehrt wurde. Nach einem Brand wurde die Kirche im Jahre 1777 aus Stein ein weiteres Mal aufgebaut. Somit war der Grundstein für die Deutsche Gemeinde und das Deutsche Haus gelegt.
Als Gründungsjahr der Kasaner Evangelisch-Lutherischen Kirchengemeinde gilt das Jahr 1806. Es fanden allerdings nicht nur Gottesdienste statt – entsprechend existierte ein deutscher Chor, eine Theatergruppe und auch Grundschulunterricht nach dem System von Friedrich Fröbel. 1860 besuchten 25 Schüler diese Grundschule.
Von 1904 bis 1906 erreichte die Mitgliederzahl der Evangelisch-Lutherischen Kirche 1075 Deutsche. Der Erste Weltkrieg machte dem Gemeindeleben vorerst ein Ende und dieses konnte nur mit Hilfe von Spenden wohlhabender Gemeindemitglieder aufrechterhalten werden. Während der Oktoberrevolution wurden viele Deutsche enteignet, getötet oder sie wanderten aus. Im Jahre 1929 löste sich die Gemeinde auf und die Räumlichkeiten gingen über an das Volkskommissariat für innere Angelegenheiten der Tatarischen ASSR. Fortan wurden sie als Sportsaal genutzt.
Erst am 4. November 1990 wurde die Deutsche Lutherische Gemeinde neu gegründet und schloss sich mit der Kasaner Deutschen Gemeinschaft zusammen, um das kulturelle Leben der Russlanddeutschen Kasans wieder aufleben zu lassen. Dennoch wurden die Räume der St.-Katharina-Kirche erst am 11. Dezember des Jahres 1996 zurückgegeben.